# Subdivisões de Madagáscar

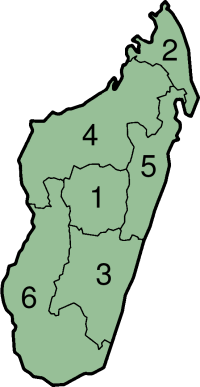
Províncias de Madagáscar

Madagáscar divide-se em seis províncias autônomas (faritany mizakatena), são elas:
| Nº | Província    | Capital      |
| 1  | Antananarivo | Antananarivo |
| 2  | Antsiranana  | Antsiranana  |
| 3  | Fianarantsoa | Fianarantsoa |
| 4  | Mahajanga    | Mahajanga    |
| 5  | Toamasina    | Toamasina    |
| 6  | Toliara      | Toliara      |

As províncias estão subdivididas em 22 regiões, criadas em 2004:
| Região              | Capital         | Província    |
| Alaotra Mangoro     | Ambatondrazaka  | Toamasina    |
| Amoron'i Mania      | Ambositra       | Fianarantsoa |
| Analamanga          | Antananarivo    | Antananarivo |
| Analanjirofo        | Fénérive Est    | Toamasina    |
| Androy              | Ambovombe       | Toliara      |
| Anosy               | Tolanaro        | Toliara      |
| Atsimo-Andrefana    | Toliara         | Toliara      |
| Atsimo-Atsinanana   | Farafangana     | Fianarantsoa |
| Atsinanana          | Toamasina       | Toamasina    |
| Betsiboka           | Maevetanana     | Mahajanga    |
| Boeny               | Mahajanga       | Mahajanga    |
| Bongolava           | Tsiroanomandidy | Antananarivo |
| Diana               | Antsiranana     | Antsiranana  |
| Haute Matsiatra     | Fianarantsoa    | Fianarantsoa |
| Ihorombe            | Ihosy           | Fianarantsoa |
| Itasy               | Miarinarivo     | Antananarivo |
| Melaky              | Maintirano      | Mahajanga    |
| Menabe              | Morondava       | Toliara      |
| Sava                | Sambava         | Antsiranana  |
| Sofia               | Antsohihy       | Mahajanga    |
| Vakinankaratra      | Antsirabe       | Antananarivo |
| Vatovavy Fitovinany | Manakara        | Fianarantsoa |